# Acrocercops eupetala
Acrocercops eupetala là một loài bướm đêm thuộc họ Gracillariidae. Loài này có ở New South Wales và Queensland.
Ấu trùng ăn Acacia decurrens. Chúng cuộn lá làm tổ.